# جي سترينغ
جي سترينغ من (بالإنجليزية: G-string) أو أبو خيط هو نوع من أنواع الثونغ، وهو قطعة ضيقة من النسيج أو الجلد تغطي الأعضاء الجنسية، ويمر بين الأرداف، ويتم تركيبه في الفتحة بين الوركين. و جي سترينغ يمكن أن يرتديه النساء والرجال. ويمكن أيضاً أن يلبس لباس سباحة، حيث يمكن أن يكون بمثابة أسفل البكيني، ويمكن أن يلبس وحده كمونوكيني. ويلبس الجي سترينغ أيضاً راقصات الغو غو وراقصات التعري، جي سترينغ يمكن ارتداؤها كملابس بحر لتجنب نشوء خط اللباس الداخلي المرئي بسبب أشعة الشمس.

## التاريخ
ظهر الجي سترينغ أول مرة في الولايات المتحدة عندما ارتدته راقصات استعراض في إنتاجات إيرل كارول خلال عشرينيات القرن العشرين، وهي الفترة المعروفة باسم عصر الجاز أو العشرينيات الهادرة. قبل الكساد الكبير، كان معظم المؤدين يصنعون الجي سترينغ الخاصة بهم أو يشترونه من الباعة المتجولين، ولكن منذ ثلاثينيات القرن العشرين، قامت الشركات التجارية لأزياء البورلسك بإنتاجه. خلال ثلاثينيات القرن العشرين، اكتسب "جي سترينغ شيكاغو" شهرة عندما ارتدته فنانات مثل مارغريت هارت فيرارو. كانت منطقة شيكاغو موطنًا لبعض أكبر مصنعي الجي سترينغ وأصبحت أيضًا مركزًا لعروض البورلسك في الولايات المتحدة. من أوائل المؤدين من ذوي البشرة الملونة الذين ارتدوا الجي سترينغ على المسرح الراقصة اللاتينية تشيكيتا جارسيا في عام 1934، والراقصة الأمريكية الأصلية "الأميرة وايت وينغ" قرب نهاية العقد.